# Wadi Rum Consultancy
A Wadi Rum Consultancy da Wadi Rum Organic Farms, é um exemplo de ecologização do deserto. Iniciada em 2010, está localizada no histórico Wadi Rum, no sul da Jordânia. Supervisionada pelo especialista em permacultura Geoff Lawton, estabeleceu um sistema agrícola sustentável.

## Visão geral
O programa obteve sucesso, principalmente, através da implementação de princípios de desenho hidrológico e permacultural. Os resultados da consultoria foram documentados em fotografias, bem como em diversos vídeos.